# Théorème du point fixe de Kakutani
Ne doit pas être confondu avec Théorème du point fixe de Markov-Kakutani.

Exemple animé montrant des points x, et leurs images φ(x) par la fonction φ. L'animation finit par montrer un point x contenu dans φ(x).

En analyse mathématique, le théorème du point fixe de Kakutani est un théorème de point fixe qui généralise celui de Brouwer à des fonctions à valeurs ensemblistes. Il fournit une condition suffisante pour qu'une telle fonction, définie sur un compact convexe d'un espace euclidien, possède un point fixe, c'est-à-dire dans ce contexte : un point qui appartient à son image par cette fonction.
Ce théorème a été démontré par Shizuo Kakutani en 1941 et popularisé par John Forbes Nash, qui l'a utilisé dans sa description de l'équilibre de Nash. Depuis, il a de nombreuses applications en théorie des jeux et en économie.

## Énoncé
L'énoncé du théorème de Kakutani est le suivant :
Soient S un compact convexe non vide d'un espace euclidien et φ une application de S dans l’ensemble 2S des parties de S. Si le graphe de φ est fermé dans S×S et si, pour tout point x de S, φ(x) est un convexe non vide, alors φ possède un point fixe.
Dans cet énoncé, par définition :
- le graphe de φ est l'ensemble des couples (x, y) de S×S tels que y ∈ φ(x) ;
- un point fixe de φ est un élément x de S tel que x ∈ φ(x).

## Énoncé équivalent
Certaines sources, dont l'article original de Kakutani, font intervenir la notion d'hémicontinuité supérieure, définie par :
Une application φ : X → 2Y est hémicontinue supérieurement si pour tout ouvert W de Y, l'ensemble des points x pour lesquels φ(x) est inclus dans W est un ouvert de X.
Le théorème peut alors se reformuler en :
Soient S un compact convexe non vide d'un espace euclidien et φ : S → 2S une application hémicontinue supérieurement. Si, pour tout point x de S, φ(x) est un convexe fermé non vide, alors φ possède un point fixe.
Cette variante est équivalente à l'énoncé précédent car, d'après le théorème du graphe fermé pour les fonctions à valeurs ensemblistes, pour tout compact Y, le graphe d'une application φ : X → 2Y est fermé si et seulement si φ est hémicontinue supérieurement et tous les φ(x) sont fermés.

## Exemple et contre-exemples
Le compact convexe S considéré est ici l'intervalle [0, 1].

### Exemple
L'application φ définie par φ(x) = [1 – x/2, 1 – x/4] vérifie les hypothèses du théorème, donc doit posséder des points fixes. On peut le vérifier par résolution directe : 1 – x/2 ≤ x ≤ 1 – x/4 équivaut à 2/3 ≤ x ≤ 4/5.

Une fonction multivaluée sans point fixe

### Contre-exemple sur le cas non convexe
L'hypothèse que les φ(x) sont convexes est essentielle dans ce théorème : soit φ définie par
{\displaystyle \varphi (x)={\begin{cases}\{3/4\}&{\text{si}}\quad 0\leq x<1/2\\\{3/4,1/4\}&{\text{si}}\quad x=1/2\\\{1/4\}&{\text{si}}\quad 1/2<x\leq 1.\end{cases}}}
Cette fonction n'a aucun point fixe. Elle vérifie toutes les hypothèses du théorème, sauf la convexité de φ(1/2).

### Contre-exemple sur le cas non fermé
L'application φ définie par φ(x) = [x/3, 2x/3] si x > 0 et φ(0) = ]0, 1] n'a pas de point fixe. Elle est hémicontinue supérieurement et à valeurs convexes non vides mais son graphe n'est pas fermé car φ(0) ne l'est pas.

## Applications

### Théorie des jeux
Le mathématicien John Forbes Nash a utilisé le théorème du point fixe de Kakutani pour démontrer un théorème majeur de la théorie des jeux, dont une conséquence est l'existence d'un équilibre de Nash dans tout jeu fini à stratégies mixtes, quel que soit le nombre n de joueurs. Ce travail lui a valu un « prix Nobel d'économie ».
Dans ce cas S est l'ensemble des n-uplets des stratégies que les n joueurs peuvent choisir et φ(x) est l'ensemble des n-uplets de stratégies optimales (non nécessairement uniques) pour chaque joueur, en réponse au choix des autres joueurs dans la stratégie mixte x. L'équilibre de Nash d'un jeu est un point fixe de φ, i.e. un n-uplet de stratégies dont chaque composante est une réponse optimale du joueur correspondant au choix des autres composantes par les autres joueurs. Le théorème de Kakutani assure l'existence d'un tel point fixe.

### Équilibre général
En théorie économique de l'équilibre général, le théorème de Kakutani a été utilisé pour démontrer l'existence de prix qui mettent en adéquation offre et demande dans tous les marchés d'une économie. La question de l'existence de tels prix remontait au moins à Léon Walras. La première preuve en fut apportée par Lionel McKenzie.
Le théorème de Kakutani est un fondement essentiel de la « théorie de la valeur » de Gérard Debreu (économiste franco-américain dont les travaux ont été récompensés par le « prix Nobel d'économie »).
Dans ce cas, S est l'ensemble des n-uplets des prix de marchandises. La fonction φ est choisie de telle sorte que le résultat φ(x) diffère de l'argument x dès que le n-uplet x de prix n'égalise pas l'offre et demande partout. Le défi est ici de construire une application φ vérifiant à la fois cette propriété et les hypothèses du théorème de Kakutani. Un tel φ, s'il existe, possèdera alors un point fixe qui, par construction, égalisera partout l'offre avec la demande.

## Plan de la preuve
(Pour une autre preuve, voir section suivante.)

### Cas d'un segment
La preuve est bien plus simple lorsque S est un segment de la droite réelle, mais ce cas particulier est instructif car sa stratégie générale s'adapte aux dimensions supérieures.
Soit φ : [0, 1] → 2[0, 1] une application vérifiant les hypothèses du théorème.
- Première étape. On construit dans [0, 1] deux suites adjacentes (ai), (bi) (i = 0, 1, …) telles que bi – ai ≤ 2–i et telles qu'il existe pi ∈ φ(ai) et qi ∈ φ(bi) vérifiant : pi ≥ ai et qi ≤ bi. Cette construction s'effectue par récurrence. On pose a0 = 0, b0 = 1, p0 = n'importe quel point de φ(0) et q0 = n'importe quel point de φ(1). Puis, supposant ak, bk, pk, qk déjà construits, on pose m = (ak + bk) / 2.
  - S'il existe un r ∈ φ(m) tel que r ≥ m, on peut choisir
    - {\displaystyle a_{k+1}=m,~b_{k+1}=b_{k},~p_{k+1}=r,~q_{k+1}=q_{k}.}

  - Sinon, comme φ(m) est non vide, il existe nécessairement un s ∈ φ(m) tel que s ≤ m. Dans ce cas, on choisit
    - {\displaystyle a_{k+1}=a_{k},~b_{k+1}=m,~p_{k+1}=p_{k},~q_{k+1}=s.}
- Seconde étape. On se concentre sur une valeur d'adhérence (a, b, p, q) de cette suite de quadruplets (ai, bi, pi, qi) (il en existe, d'après le sens direct du théorème de Bolzano-Weierstrass, appliqué au compact [0, 1]4). Par construction, on a q ≤ b = a ≤ p. De plus (comme le graphe de φ est fermé), p ∈ φ(a) et q ∈ φ(b). En notant x l'élément a = b on peut résumer ainsi la situation :

{\displaystyle q,p\in \varphi (x)\quad {\text{et}}\quad q\leq x\leq p.}
Par convexité de φ(x), on en déduit que x appartient à φ(x), c'est-à-dire que x est un point fixe de φ.

### Cas d'un simplexe
En dimension n > 1, la méthode est essentiellement la même si S est un n-simplexe. La seule adaptation réside dans la première étape :
- au lieu de couper en deux un intervalle par son milieu comme en dimension 1, on utilise une subdivison barycentrique (en) pour découper le simplexe en sous-simplexes plus petits.
- au lieu des arguments élémentaires qui permettaient, en dimension 1, de choisir l'un des demi-intervalles de telle façon que les extrémités forment deux suites l'une croissante et l'autre décroissante, en dimension supérieure c'est le lemme de Sperner[7] qui va garantir l'existence d'un sous-simplexe approprié.

### Cas général
Si S (non vide) est un compact convexe de dimension n d'un espace euclidien, on peut toujours supposer que la dimension de l'espace est aussi n et que 0 est intérieur à S. On choisit alors un n-simplexe S’  contenant S, et on étend l'application φ : S → 2S en une application φ’ : S’ → 2S’, en choisissant φ’ radialement constante sur le complémentaire de l'intérieur de S. Alors, si (S, φ) vérifiait les hypothèses du théorème de Kakutani, (S’, φ’ ) les vérifiera aussi, donc (d'après le cas précédent appliqué au simplexe S’ ) φ’  possèdera un point fixe x ∈ φ’ (x). Mais comme toutes les images par φ’ sont incluses dans S, x appartient alors à S, donc φ’ (x) = φ(x) et x est un point fixe pour φ.

## Généralisations en dimension infinie
Le théorème du point fixe de Kakutani a été étendu aux espaces localement convexes séparés de dimension infinie par Ky Fan et Irving Glicksberg.
Le théorème de Kakutani-Fan-Glicksberg peut s'énoncer ainsi :
Soient S un convexe compact non vide d'un espace localement convexe séparé et φ : S → 2S une application hémicontinue supérieurement. Si, pour tout point x de S, φ(x) est un convexe fermé non vide, alors φ possède un point fixe.
C'est une généralisation aux fonctions multivaluées du théorème du point fixe de Tychonoff selon lequel, pour tout convexe compact non vide S d'un espace localement convexe séparé, toute application continue de S dans S possède un point fixe. Le cas des fonctions multivaluées peut, comme celui des applications, se déduire du théorème du point fixe de Brouwer :
De même que dans le cas euclidien, une formulation équivalente est :
Soient S un convexe compact non vide d'un espace localement convexe séparé et φ une application de S dans 2S. Si le graphe de φ est fermé et si, pour tout point x de S, φ(x) est un convexe non vide, alors l'ensemble (compact) des points fixes de φ est non vide.
ou encore :
Soient S un convexe compact non vide d'un espace localement convexe séparé E et φ : S → 2E une application hémicontinue supérieurement. Si, pour tout point x de S, φ(x) est un convexe fermé rencontrant S, alors φ possède un point fixe.